# Giovanni Battista Urbani
Giovanni Battista Urbani (Venezia, 3 novembre 1923 – Savona, 2 settembre 2018) è stato un politico italiano.

## Biografia
Sindaco di Savona dal 1957 al 1958 e più volte consigliere provinciale. Successivamente è stato senatore della Repubblica per quattro legislature nelle file del Partito Comunista Italiano, dal 1972 al 1987.
Muore a 94 anni nel settembre del 2018.